# Montay
Montay és un municipi francès, situat a la regió dels Alts de França, al departament del Nord. L'any 2006 tenia 339 habitants. Limita al nord-est amb Forest-en-Cambrésis, al sud amb Le Cateau-Cambrésis i al nord-oest amb Neuvilly.

## Demografia
| 1962                                       | 1968 | 1975 | 1982 | 1990 | 1999 | 2006 |
| ------------------------------------------ | ---- | ---- | ---- | ---- | ---- | ---- |
| 379                                        | 381  | 367  | 332  | 324  | 339  | 339  |
| Des de 1962: població sense dobles comptes |      |      |      |      |      |      |

## Administració
| Període   | Identitat          | Partit |
| --------- | ------------------ | ------ |
| 2001-2008 | Jean-Marie Claisse |        |
| 2008-     | Pierre Leblon      |        |